# Estudo Transcendental n.º 5

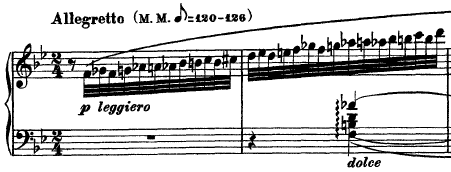
Os primeiros dois compassos do Estudo Transcendental n.º 5

O Estudo Transcendental n.º 5 "Feux Follets" ("fogo-fátuo") é o quinto Estudo da obra Doze Estudos de Execução Transcendental. Feux Follets é considerado uma das obras mais difíceis já escritas para Piano, e é considerado o mais difícil de todos os 12 Estudos. Trabalha o toque em piano e pianíssimo, as sucessões e regressões de notas dobradas nas mãos, os saltos em piano e pianíssimo, dentre outras partes da técnica pianística. Apesar das imensas dificuldades técnicas, seu maior desafio está em conseguir fazer a peça atingir um caráter altamente misterioso (para lembrar um fogo-fátuo, figura muito parecida com um fantasma). Para isso, o pianista tem de conseguir se manter sempre na dinâmica da peça (que é quase inteira tocada em piano ou pianíssimo) e usar muito da sua intuição no que diz respeito à dinâmica. Apesar de ser o mais difícil dos 12 Estudos, Feux Follets não é muito impressionante para leigos no assunto (talvez por ser tocado muito baixo), e dificilmente consegue arrancar estado de histeria da platéia como fazem outros estudos mais impressionantes, como o Mazeppa. Devido a isso, nem sempre é reconhecido como o mais difícil desta obra.

## Dificuldades
Logo no início da obra, o pianista é introduzido a uma estranha série de notas agudas subindo rapidamente o teclado, acompanhadas por arpejos da mão esquerda, e logo após isso, começa a descer o teclado. Então, inicia-se uma regressão muito rápida de notas dobradas com intervalos em ambas as mãos, o que se torna muito mais difícil graças ao toque que Liszt ordena, leggierzo e pp (pianíssimo). O tema então é introduzido e posteriormente é elaborado.